# Chaperiopsis indefensa
Chaperiopsis indefensa är en mossdjursart som beskrevs av Hayward och Thorpe 1988. Chaperiopsis indefensa ingår i släktet Chaperiopsis och familjen Chaperiidae. Inga underarter finns listade i Catalogue of Life.